# Arturo de Nava
Arturo Navas Sosa (Montevidéu, 1 de maio de 1876 – Buenos Aires, 22 de outubro de 1932) foi um payador (trovador), cantor, ator e compositor uruguaio.
Arturo de Nava compôs, por volta de 1900, El carretero, canção tida por Carlos Gardel como uma das preferidas de seu repertório, aparece dialogando com o maior dos cantores argentinos quando este interpreta El carretero no que é considerado um dos primeiros filmes sonoros argentinos, um curta realizado em 1930. Na função de payador, participou de desafios com nomes destacados como Gabino Ezeiza. Desfilou sua apurada técnica ao interpretar no palco temas de caráter popular rio-platense, seja como cantor ou ator. É considerado um dos primeiros cantores do tango. Foi muito popular em sua época tanto na Argentina como no Uruguai.